# Bérou-la-Mulotière
Bérou-la-Mulotière és un municipi francès, situat al departament de l'Eure i Loir i a la regió de Centre – Vall del Loira. L'any 2007 tenia 326 habitants.

## Demografia

### Població
El 2007 la població de fet de Bérou-la-Mulotière era de 326 persones. Hi havia 126 famílies, de les quals 36 eren unipersonals (12 homes vivint sols i 24 dones vivint soles), 33 parelles sense fills i 57 parelles amb fills.
La població ha evolucionat segons el següent gràfic:
Habitants censats

### Habitatges
El 2007 hi havia 182 habitatges, 129 eren l'habitatge principal de la família, 40 eren segones residències i 12 estaven desocupats. 174 eren cases i 7 eren apartaments. Dels 129 habitatges principals, 103 estaven ocupats pels seus propietaris, 17 estaven llogats i ocupats pels llogaters i 9 estaven cedits a títol gratuït; 9 tenien dues cambres, 29 en tenien tres, 32 en tenien quatre i 60 en tenien cinc o més. 103 habitatges disposaven pel capbaix d'una plaça de pàrquing. A 60 habitatges hi havia un automòbil i a 62 n'hi havia dos o més.

### Piràmide de població
La piràmide de població per edats i sexe el 2009 era:
| Homes | Edats   | Dones |
| ----- | ------- | ----- |
| 0     | 95 o +  | 0     |
| 0     | 90 a 94 | 0     |
| 4     | 85 a 89 | 0     |
| 0     | 80 a 84 | 0     |
| 4     | 75 a 79 | 0     |
| 8     | 70 a 74 | 8     |
| 12    | 65 a 69 | 12    |
| 4     | 60 a 64 | 8     |
| 4     | 55 a 59 | 0     |
| 12    | 50 a 54 | 4     |
| 12    | 45 a 49 | 8     |
| 16    | 40 a 44 | 24    |
| 8     | 35 a 39 | 4     |
| 16    | 30 a 34 | 12    |
| 12    | 25 a 29 | 12    |
| 0     | 20 a 24 | 0     |
| 12    | 15 a 19 | 4     |
| 12    | 10 a 14 | 12    |
| 8     | 5 a 9   | 16    |
| 4     | 0 a 4   | 12    |

## Economia
El 2007 la població en edat de treballar era de 217 persones, 168 eren actives i 49 eren inactives. De les 168 persones actives 153 estaven ocupades (94 homes i 59 dones) i 15 estaven aturades (7 homes i 8 dones). De les 49 persones inactives 15 estaven jubilades, 13 estaven estudiant i 21 estaven classificades com a «altres inactius».

### Ingressos
El 2009 a Bérou-la-Mulotière hi havia 138 unitats fiscals que integraven 342,5 persones, la mediana anual d'ingressos fiscals per persona era de 19.055 €.

### Activitats econòmiques
Dels 8 establiments que hi havia el 2007, 1 era d'una empresa de fabricació d'altres productes industrials, 1 d'una empresa de construcció, 2 d'empreses de comerç i reparació d'automòbils, 1 d'una empresa de transport, 1 d'una empresa d'hostatgeria i restauració, 1 d'una empresa de serveis i 1 d'una empresa classificada com a «altres activitats de serveis».
L'únic servei als particulars que hi havia el 2009 era una fusteria.
L'any 2000 a Bérou-la-Mulotière hi havia 4 explotacions agrícoles que ocupaven un total de 464 hectàrees.

## Equipaments sanitaris i escolars
El 2009 hi havia una escola elemental.

## Poblacions més properes
El següent diagrama mostra les poblacions més properes.